# Rafié
Der Rafié (französisch: Ruisseau de Rafié) ist ein kleiner Fluss im Südwesten von Frankreich, der im Département Tarn-et-Garonne der Region Okzitanien südwestlich der Stadt Montauban verläuft.

## Geografie

### Verlauf
Der Rafié entspringt im östlichen Gemeindegebiet von Montech, entwässert generell in Richtung Ostnordost und mündet nach rund 15 Kilometern im Gemeindegebiet von Castelsarrasin als rechter Nebenfluss in die Garonne. Die Mündung erfolgt offensichtlich in einem ehemaligen Nebenarm der Garonne, der nunmehr aber dem Rafié zugerechnet wird. Auf seinem Weg quert der Rafié den Canal de Montech, den Garonne-Seitenkanal und die Bahnstrecke Castelsarrasin–Beaumont-de-Lomagne.

### Durchquerte Gemeinden
(Reihenfolge in Fließrichtung)
- Montech
- Escatalens
- Saint-Porquier
- Cordes-Tolosannes
- Castelsarrasin